# Hypoxestus scaphoides
Hypoxestus scaphoides is een hooiwagen uit de familie Assamiidae.